# Prevalje
Prevalje () so mesto s 4.600 prebivalci v Mežiški dolini na severu Slovenije, središče Občine Prevalje, ki leži na mestu, kjer reka Meža priteče iz ozke soseske in se dolina razširi. V središču mesta se nahaja park z mnogimi spomeniki. Posebnost Prevalj so vsakoletna »Jesenska srečanja«. V Družbenem domu na Prevaljah je Grošljeva galerija, Galerija Hiša Ahac pa ima svoje prostore v Ahacovi hiši (1798), ki je najstarejši ohranjen arhitekturni spomenik na Prevaljah.
Mesto je središče istoimenske občine, ki je bila ustanovljena 1. januarja 1999. Spada med srednje velike slovenske občine s 5807 ha ali 58,07 km² in ima 6.800 prebivalcev (2020)

## Geografija
Prevalje ležijo na nadmorski višini 411 m v glavnem sredi Mežiške doline. Je precej gručasto razseljeno, v središču sklenjeno urbano naselje. Na severni strani kraj omejujeta hrbta Stražišče in Dolga brda, na jugu Navrški vrh, Temlov hrib in Riflov vrh. Skozi kraj teče reka Meža in državna cesta G2-112 Holmec-Poljana-Ravne-Dravograd. Železnica, ki je bila zgrajena leta 1863, ima tukaj železniško postajo. Meža ima tukaj več pritokov, nekaj hudournikov, večja pa sta Barbarski in Leški graben. Iz Prevalj se odcepi tudi cesta v Leše.

## Zgodovina
Izvorno trško središče je nastalo okrog župnijske cerkve Device Marije na Jezeru (danes cerkev Marijinega vnebovzetja) v Farni vasi, ki se prvič omenja leta 1335, okrog nje še stojijo stare trške hiše iz furmanskih časov. V zemljiškem katastru se območje še vedno imenuje Farna vas. Zdaj je središče naselja ob glavni cesti, ki ga povezuje z Ravnami in Mežico. Prevaljska šola na Fari izvira iz leta 1862, in je najprej delovala v leseni mežnariji. Novo šolo so dobili leta 1885. Osnovna šola Franja Goloba Prevalje je bila zgrajena 1963 in ima podružnice Holmec, Leše, Šentanel, predšolsko varstvo in vzgojo pa v vrtcih Zgornji kraj in Pod gonjami.
Za nastanek naselja je bilo zgodovinsko najpomembnejše prevozništvo, saj leži ob pomembni prometni povezavi med Štajersko in Celovško kotlino, na nekakšnem prevalu ali ugodnem prehodu, po čemer je dobilo tudi ime. Kasneje se je pričela izrazita industrializacija, sprva premogovništvo, nato pa v začetku 18. stoletja železarstvo. Konec 19. stoletja je propad železarske dejavnosti ustavil razvoj, o njej pa še pričajo stare delavske hiše, neenoten tloris naselja in ledinska imena. Kasneje je rastlo na račun novih delovnih mest v bližnjih Ravnah na Koroškem in tudi novih industrijskih obratov v samih Prevaljah. Status mesta je kraj dobil leta 2005.

## Cerkev Device Marije na Jezeru
Cerkev Device Marije na Jezeru v Farski vasi pri Prevaljah, danes Na Fari, se v listinah prvič omenja leta 1302, leta 1335 pa že kot samostojno župnijo z imenom Sv. Marija nad Guštanjem. Župnija je segala od Strojne do Uršlje gore in čez, pa do Šentanela, Kotelj. Velike reforme cesarja Jožefa II. so imele vpliv tudi na omenjeno župnijo. Z ustanovitvijo novih župnij se njeno ozemlje bistveno zmanjšalo. Po teh reformah je Mežiška dolina s prevaljsko faro za 60 let pripadla lavantinski škofiji. V svojem dnevniku jo omenja tudi Slomšek. V 19. stoletju so se na Prevaljah zgodile velike spremembe; najprej so baroni Rosthorn leta 1823 zgradili cinkarno, nato železarno, prišla je železnica in župnijska cerkev je postala premajhna.
Da je cerkev precej starejša kot od 14. stoletja dokazuje ohranjen ostanek srednjeveške stavbe vgrajen v novo cerkev. O tej cerkvi se je ohranilo precej arhivske dokumentacije. Bila naj bi enoladijska gotska cerkev z majhnim kvadratnim prezbiterijem, nad katerim je bil pozidan zvonik. Tloris stare cerkve so posneli leta 1888, ko so začeli gradnjo nove cerkve. O opremi prvotne cerkve ni veliko znanega. Zdajšnji oltar Matere Božje v kapeli, je bil morda glavni oltar.
Pravokotno na vzdolžno smer stare cerkve so leta 1890 pozidali novo, tako da je njen veliki oltar obrnjen proti severu. V tlorisu je velik pravokotnik s širino enako dolžini stare cerkve, Ob straneh ima dve polkrožni kapeli, polkrožni prezbiterij pa na obeh straneh spremljata nadstropna oratorija. Stavba kaže različne sloge, vidni so venci in slepe arkade, portal na glavni fasadi posnema renesančne oblike. Notranji prostor je razdeljen na tri ladje, srednja ima dvojno širino stranskih. ladje delijo štirje polkrožni loki na pravokotnih slopih. Stropi so obokani. Svetlobo dobiva le skozi okna v stranskih ladjah. Oltarni prostor obsega kupolasto obočno polo, polkrožno apsido pa pokriva polkupola.
Notranjščina je v celoti poslikana tako z ornamentiko kot figuralnimi prizori Križanja, Snemanja s križa, Polaganja v grob do Kristusovega vnebohoda in evangelistov. Na oboku so prizori iz Kristusovega in Marijinega življenja.
Iz napisov je razvidno, da je cerkev pozidal župnik Anton Müller, oltarje postavil župnik Anton Kesnar, posvetil pa jo je celovški škof Jožef Kahn. Letnica je 1897. V cerkvi se je ohranil tudi kamniti krstilnik, osmerokotne oblike z zajetnim podstavkom, verjetno še iz 16. stoletja.

## Pomembne osebnosti, povezane s krajem
- Karel Doberšek, učitelj, socialno-pedagoški pisec in zadružni delavec
- Franjo Golob, slikar
- Lojze Lebič, skladatelj
- Ljuba Prenner, pravnik, pisatelj
- Leopold Suhodolčan, pisatelj
- Franc Sušnik, publicist
- Franc Sušnik, botanik
- Janko Sušnik, zdravnik
- Drago Kos, nogometni sodnik in pravnik
- Marta Kos, diplomatka in političarka